# سیارک ۶۰۵

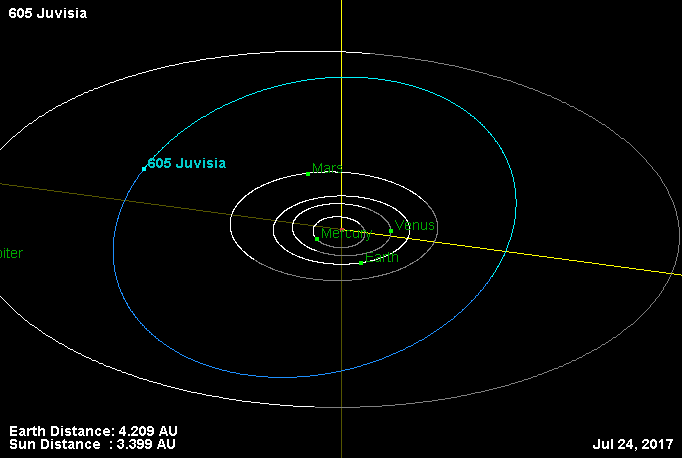
نمایی از محل قرارگیری سیارک ۶۰۵ در مدار – ۲۰۱۷

سیارک ۶۰۵ (به انگلیسی: 605 Juvisia، نامگذاری:1906UU) ششصد و پنجمین سیارک کشف شده‌است که در ۲۷ اوت ۱۹۰۶ و در هایدلبرگ کشف شد.
قدر مطلق سیارک برابر ۹٫۹۰ است.